# فرانسوی آفریقایی

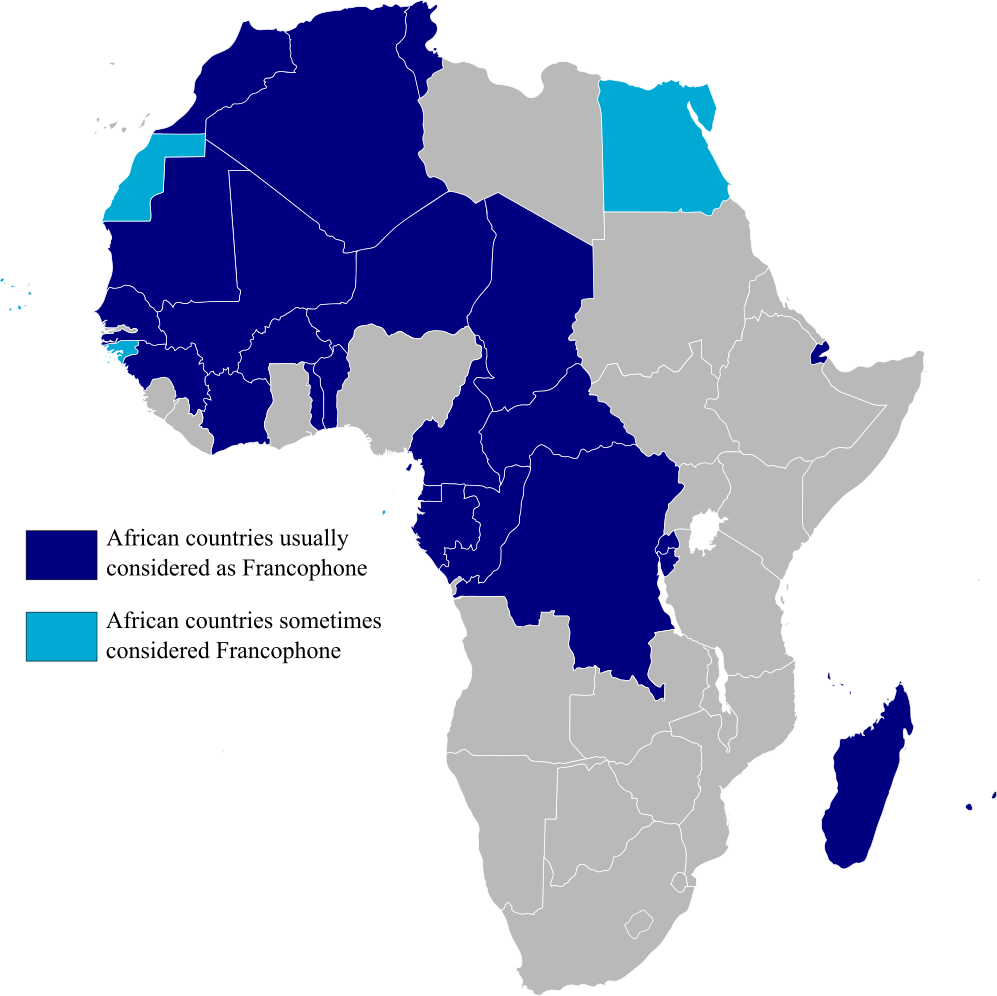
آفریقای فرانسوی‌زبان

فرانسوی آفریقایی (به فرانسوی: français africain) یک نام عمومی است که به گونه‌های زبان فرانسوی که توسط حدود ۱۲۰ میلیون نفر در آفریقا صحبت می‌شود گفته می‌شود.